# Nadziejów (województwo opolskie)
Nadziejów – wieś w Polsce, położona w województwie opolskim, w powiecie nyskim, w gminie Otmuchów.
W latach 1975–1998 miejscowość położona była w województwie opolskim. We wsi mieszka obecnie ponad 250 osób.

## Nazwa
W księdze łacińskiej Liber fundationis episcopatus Vratislaviensis (pol. Księga uposażeń biskupstwa wrocławskiego) spisanej za czasów biskupa Henryka z Wierzbna w latach 1295–1305 miejscowość wymieniona jest w zgermanizowanej formie Nadithdorf w szeregu wsi lokowanych na prawie polskim iure polonico.

## Części wsi
| SIMC    | Nazwa         | Rodzaj     |
| ------- | ------------- | ---------- |
| 0500895 | Kamienna Góra | przysiółek |

## Historia
Do lat siedemdziesiątych w pobliżu Nadziejowa działał kamieniołom granitu, od lat 70. XX w. jest nieczynny. W wyrobisku zbiera się woda, obecnie ma około 21 m głębokości i jest miejscem nurkowania. Szata roślinna lasu otaczającego kamieniołom i roślinność naskalna kamieniołomu została zauważona jako szczególne przyrodniczo miejsce i jest wymieniona w planie rozwoju lokalnego gminy.